# Persans
Les Persans, Perses ou Persans occidentaux sont un peuple iranien, originaire de l'Iran, qui parle le persan et qui partage une culture et une histoire commune.
Des populations importantes de Persans résident désormais en dehors d'Iran. Les plus grandes communautés étant concentrées aux États-Unis, en Allemagne, au Canada, en Suède, aux Émirats arabes unis et au Royaume-Uni.

## Terminologie
Les termes de Perse ou Persan peuvent prêter à confusion. En premier lieu, au sens historique, le terme « perse » désigne le peuple des Perses, ayant pour origine la région de Perside (Pars en persan, actuelle province du Fars) dans le Sud-Ouest du plateau iranien et qui est mentionné pour la première dans une inscription néo-assyrienne datant du IXe siècle av. J.-C. Les Perses, de même que les Mèdes du nord de l'Iran, appartiennent à la famille des Aryens, des Indo-Européens qui sont arrivés sur le territoire de l'Iran actuelle au cours du IIe millénaire. Ils imposent la langue persane, développent la religion zoroastrienne et assimilent de nombreuses autres peuples. Les Perses ont fondé dans l'Histoire deux empires importants :
- du VIe au IVe siècle av. J.-C., sous les Achéménides.
- du IIIe au VIIIe siècle, sous les Sassanides.

La conquête arabe de l'Iran au VIIIe siècle va entraîner la conversion progressive de la majorité des Persans à l'islam. Les Persans zoroastriens qui émigrent en Inde pour fuir les persécutions religieuses forment la communauté parsie.
Les Tadjiks ou Persans orientaux sont les habitants de l'Asie Centrale (Tadjikistan ainsi que des minorités importantes en Afghanistan et en Ouzbékistan) de culture persane.
Deuxièmement, le pays que l’on appelle aujourd’hui l’Iran était appelé Perse dans le monde occidental jusqu’en 1935, et ses habitants les Perses ou Persans, qu’ils parlent le persan comme langue ou non. Aujourd’hui encore, de nombreux Iraniens et Occidentaux continuent à utiliser ces termes, surtout dans le monde anglo-saxon.
Les Perses ont aussi été un peuple qui passèrent d'Espagne en Afrique (Libye antique) après la mort de l'Hercule tyrien, et se fondirent avec les Gétules. Ce peuple dit « perse » est abordé par le l'historien Salluste.
Au sens ethnique, il est difficile de dire avec précision qui est persan aujourd’hui. L’identité perse ou persane aujourd’hui n’est pas nécessairement synonyme de groupe ethnique dans le sens physionomique, et on peut sans grand doute supposer que la grande majorité des peuples du Grand Iran n’a jamais été de souche perse[réf. nécessaire], bien que la langue persane y constitue la principale langue.
Aujourd’hui, les Persans modernes sont avant tout les héritiers d’une culture qui domina le monde iranien dès le début de l’Empire achéménide, et qui s’est préservée depuis 2 500 ans et a assimilé des éléments extérieurs au monde iranien, au fil des invasions grecque, arabe, turque ou mongole.
Le principal dénominateur commun de la culture persane est la langue persane, langue indo-européenne qui a absorbé un nombre important de mots arabes, notamment dans les langages technique, scientifique, religieux ou administratif.

## Personnalités

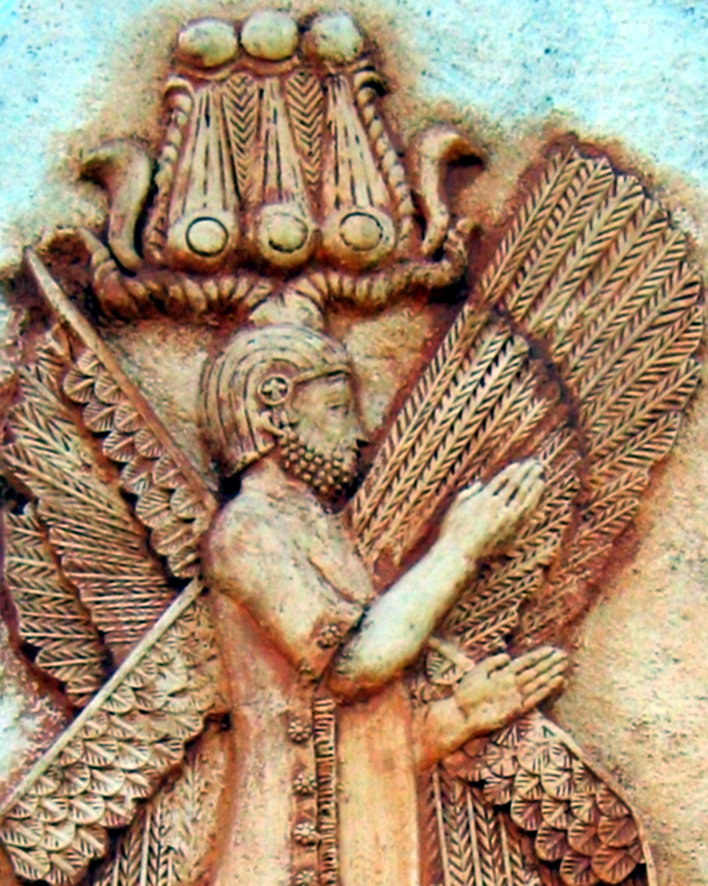
Cyrus le Grand
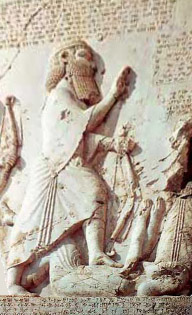
Darius Ier
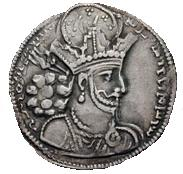
Chapour Ier
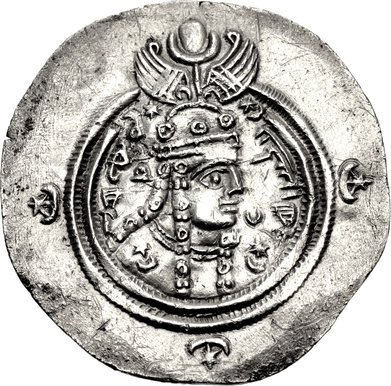
Bûrândûkht
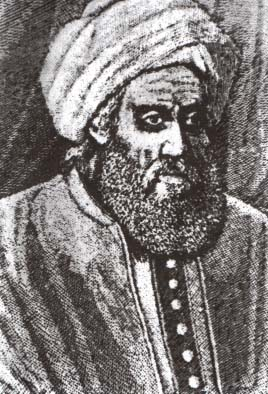
Al-Khwârizmî
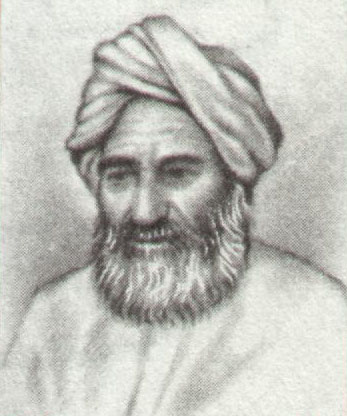
Al-Biruni
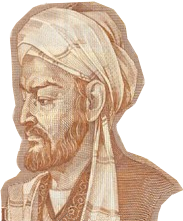
Avicenne
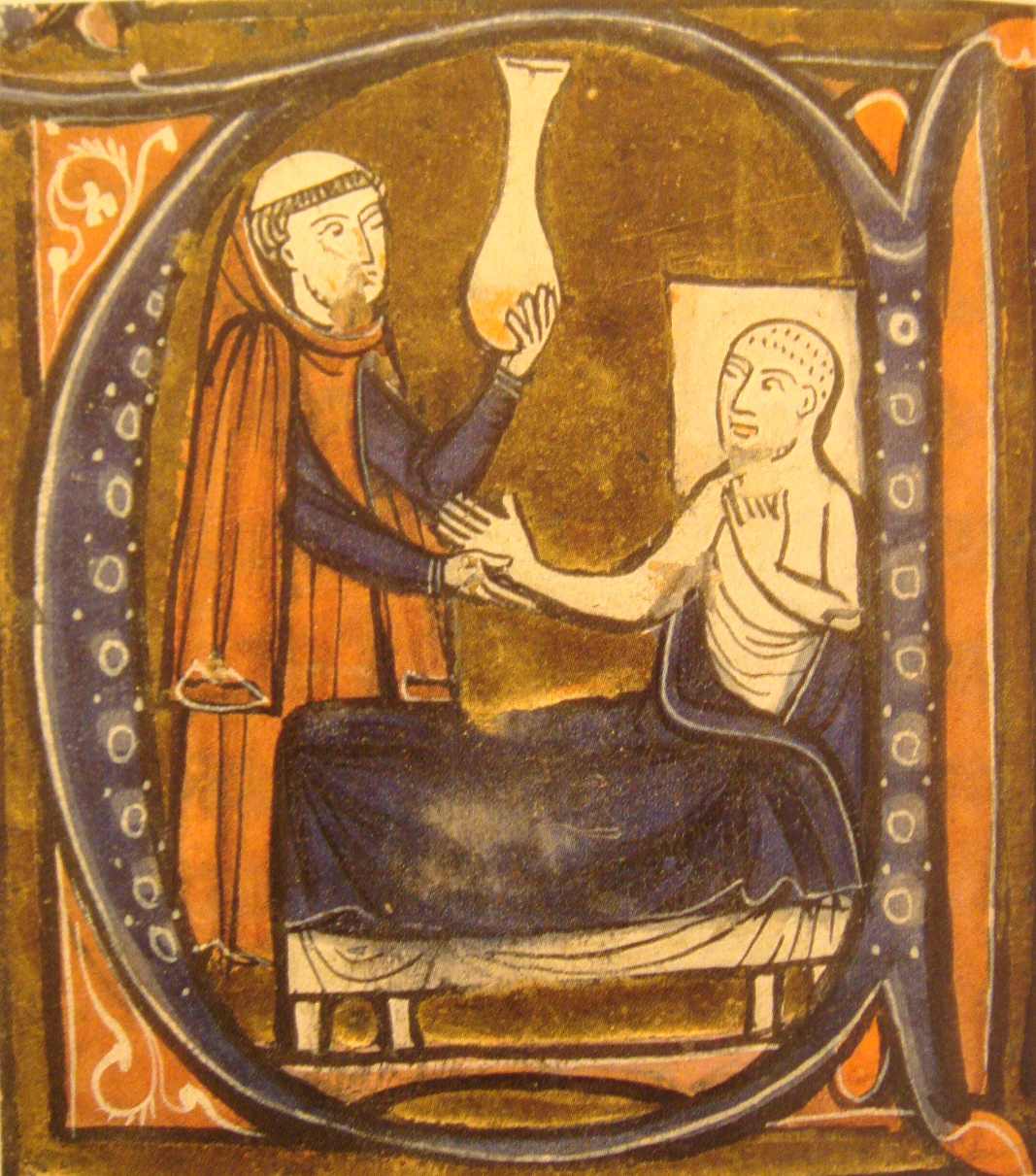
Rhazès
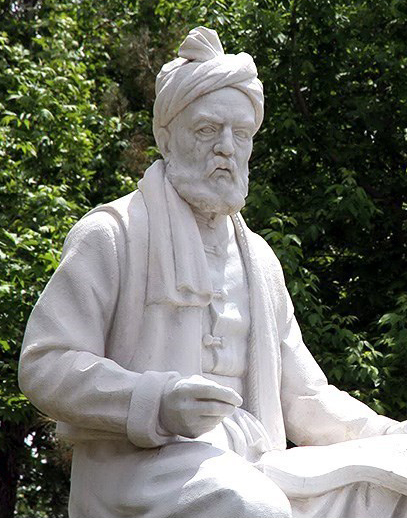
Ferdowsi
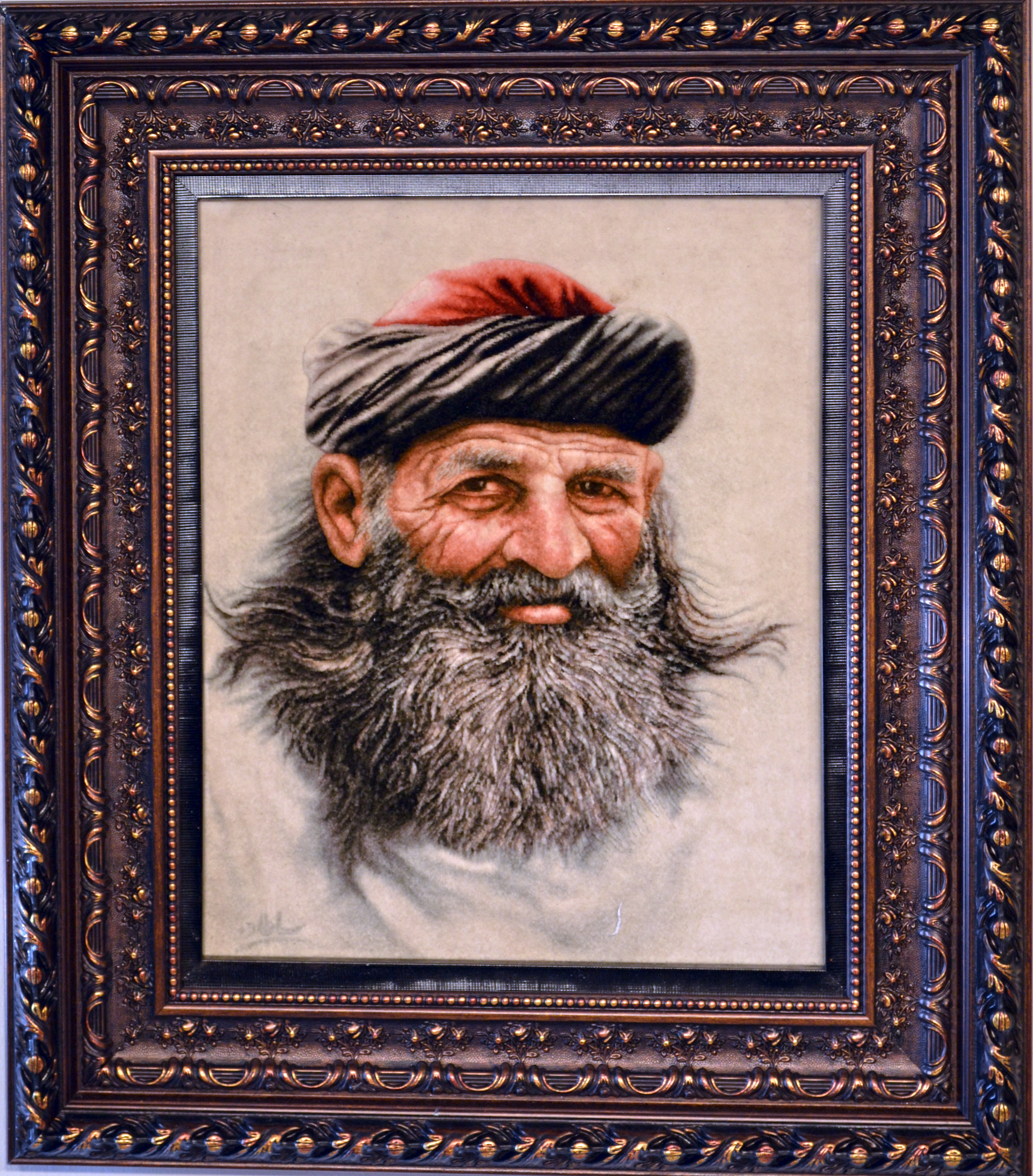
Khayyam
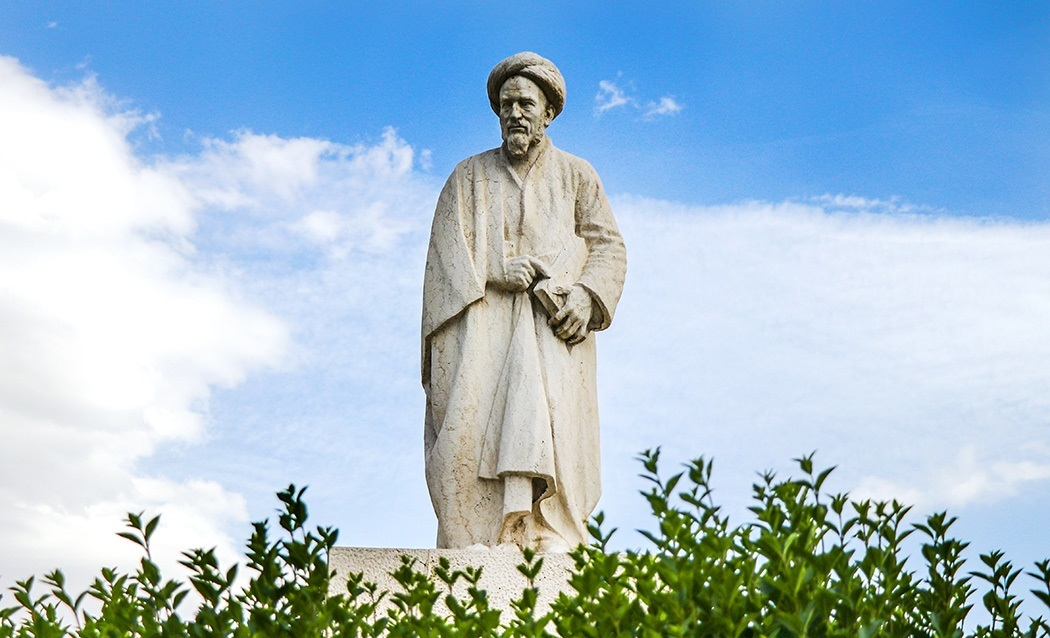
Saadi
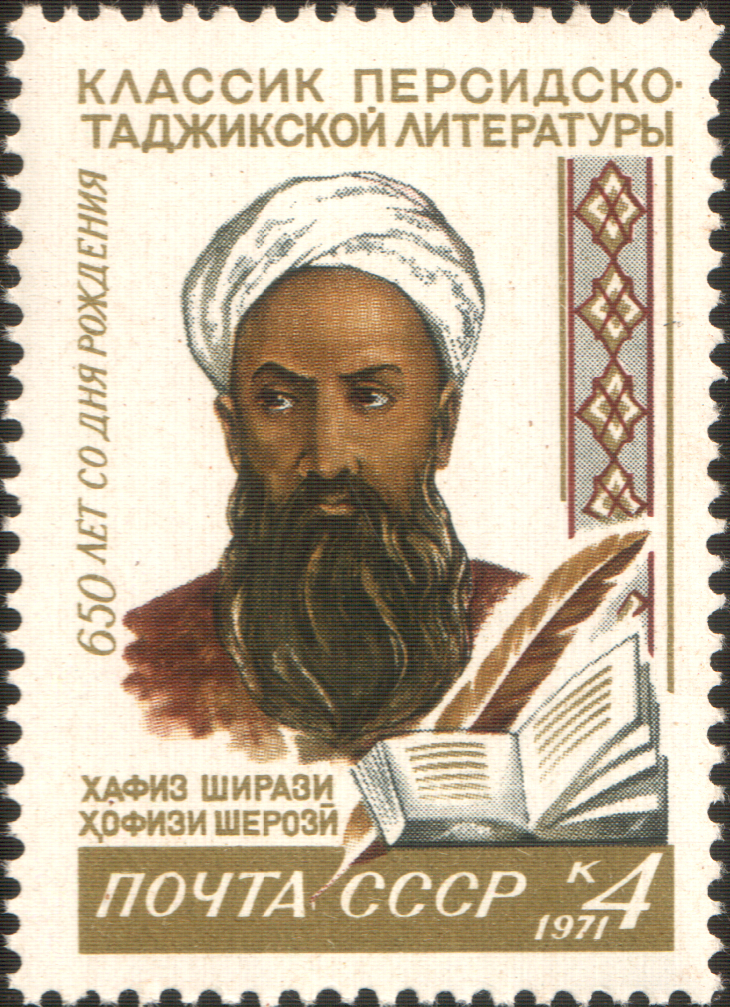
Hafez
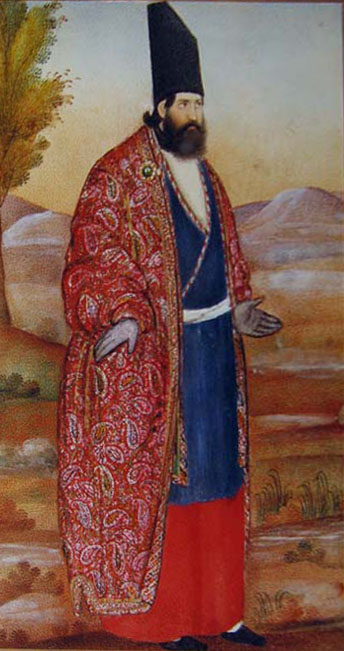
Amir Kabir